# Хома језик
Хома језик је изумрли језик из породице нигер-конгоанских језика, грана банту. Њиме се служило становништво око града Тумбура у Јужног Судана у вилајету Западна Екваторија.